# Ana I Caño-Delgado
Ana I. Caño-Delgado (Madrid, 1972) es una bióloga española especializada en el estudio de la genética molecular y bioquímica de plantas. Actualmente, es investigadora del Consejo Superior de Investigaciones Científicas (CSIC) e investigadora Distinguida del Centro de Investigación en Agrigenómica (CRAG) donde es jefa del grupo de investigación Señalización de los brasinoesteroides en el desarrollo de las plantas y su adaptación al estrés provocados por el cambio climático, pionero en la identificación de mecanismos de señalización con resolución espacio-temporal en plantas. Algunas de las aportaciones más importantes de su grupo han sido la identificación de los factores esenciales para la función de las células madre y las células vasculares vegetales, que ha permitido cambiar el paradigma actual de la señalización molecular mediada por los brassinosteroides en plantas.
Ana Caño-Delgado ha orientado su investigación hacia la búsqueda de soluciones sostenibles en la agricultura para combatir el cambio climático.  Actualmente cuenta con el apoyo del Consejo Europeo de Investigación (European Research Council, ERC) para trasladar sus hallazgos científicos a los cultivos de cereal en beneficio de la agricultura y la seguridad alimentaria.

## Formación y carrera científica
Ana I. Caño-Delgado es licenciada en Biología por la Universidad de Alcalá en 1996 y consiguió su título de doctora en Biología por el John Innes Centre de la University of East Anglia (Norwich, Reino Unido) en 2001. Al finalizar el doctorado continuó su carrera investigadora con estudios de posdoctorado en el Instituto Salk (La Jolla, Estados Unidos), financiados por la organización Human Frontier Science Program (HFSPO). Posteriormente se incorporó al CRAG con un contrato Ramón y Cajal.
Desde 2009, es investigadora CSIC en el CRAG, donde lidera el grupo de investigación Señalización de los brasinoesteroides en el desarrollo de las plantas y su adaptación al estrés provocados por el cambio climático . Ha recibido también formación en emprendimiento por ESADE y la Business Haas School de la Universidad de Berkeley (Estados Unidos). Desde 2019, es coordinadora   del Programa de Desarrollo de plantas y Señalización celular del CRAG.

## Premios y reconocimientos
- Premio al Desarrollo Profesional (CDA) de la HFSPO (Organización del Programa Científico Delanteras Humanas, 2005-2008).
- Premio Nacional Joven Biólogo J. M. Sala Trepat, de la Sociedad Catalana de Biología (2006).
- Coordinadora de la sección Biología de Plantas en la Sociedad Catalana de Biología (2013).
- Visiting Profesor en la Universidad de Florida (2015-2016).
- Miembro de la Organización Europea de Biología Molecular (EMBO, 2016).
- Beca ERC Consolidator Grant para la mejora de la resistencia a la sequía en Arabidopsis y Sorghum (2016).
- Miembro del consejo asesor ICAR 2018 (2018-presente).
- Premio Nacional "Mujeres a Seguir" (MAS) en la categoría de Ciencia (2020).[5]
- Miembro del Consejo Científico Asesor de la Federación Europea de Biotecnología (EFB), División de Plantas, Agricultura y Alimentación (2021).
- Premio Científico Internacional de la Sociedad Escandinava de Fisiología Vegetal (SPSS, 2022).[6]
- Lista de las 500 españolas más influyentes de Yo Dona (2022).[7]